# Clint Bowles
Clint Bowles (* 16. November 1988 in Tampa, Florida) ist ein ehemaliger US-amerikanischer Tennisspieler.

## Karriere
Bowles spielte zwischen 2004 und 2006 auf der ITF Junior Tour. Dort nahm er dreimal an Grand-Slam-Turnieren teil, wo sein bestes Resultat im Einzel und Doppel die zweite Runde war. In der Junioren-Rangliste erreichte er mit Platz 28 seine höchste Notierung.
2007 gewann Bowles die USTA National Clay Courts Championships für sich. Durch den Meistertitel erspielte er sich eine Wildcard für das Turnier der ATP Tour in Delray Beach. Dort schied er gegen den Chilenen Paul Capdeville mit 2:6, 4:6 in der ersten Runde aus. Zwischen 2007 und 2009 ging Bowles ansonsten fast ausschließlich bei Turnieren der ITF Future Tour an den Start. Im Einzel kam er dort nie über das Viertelfinale hinaus, im Doppel erreichte er viermal das Halbfinale. Für eine Platzierung unter den Top 1000 der Weltrangliste reichte das nie.
Bowles studierte von 2008 bis 2011 an der Florida State University im Fach Sportmanagement. Er war dort auch im College Tennis aktiv und wurde zweimal zum All-American der Atlantic Coast Conference. Er kehrte nach seinem Studium nicht wieder zum Profitennis zurück. Gelegentlich nimmt er mit seinem Vater an Vater-Sohn-Turnieren teil.
Nach seinem Studium spielte er keine Turniere mehr. 2009 war er letztmals aktiv.